# Andrej Kovalenko
Andrej Nikolajevitj Kovalenko, ryska: Андрей Николаевич Коваленко, född 7 juni 1970, är en rysk före detta professionell ishockeyforward som tillbringade nio säsonger i den nordamerikanska ishockeyligan National Hockey League (NHL), där han spelade för Quebec Nordiques, Colorado Avalanche, Montreal Canadiens, Edmonton Oilers, Philadelphia Flyers, Carolina Hurricanes och Boston Bruins. Han producerade 379 poäng (173 mål och 206 assists) samt drog på sig 389 utvisningsminuter på 620 grundspelsmatcher.
Kovalenko spelade även för Torpedo Gorkij och HK CSKA Moskva i sovjetiska mästerskapsserien; HK CSKA Moskva och HK Lada Toljatti i Internationella hockeyligan (IHL) samt Lokomotiv Jaroslavl, Avangard Omsk och Severstal Tjerepovets i Ryska superligan (RSL).
Han draftades av Quebec Nordiques i åttonde rundan i 1990 års draft som 81:a spelare totalt.
Kovalenko vann en guldmedalj vid olympiska vinterspelen 1992 och en silvermedalj vid olympiska vinterspelen 1998.
Han satt som ledamot för Jaroslavl i Statsduman för partiet Enade Ryssland mellan 2020 och 2021.
Han är far till Nikolaj Kovalenko.

## Statistik
| 1987–1988     | Torpedo Gorkij        | Sovjet        | 4   | 3   | 0   | 3   | 0   | —  | —  | —  | —  | —  |
| 1988–1989     | HK CSKA Moskva        | Sovjet        | 10  | 1   | 0   | 1   | 0   | —  | —  | —  | —  | —  |
|               | SKA MVO Kalinin       | PL            | 30  | 8   | 7   | 15  | 29  | —  | —  | —  | —  | —  |
|               | SJVSM-MTSOP Moskva    |               | 1   | 0   | 0   | 0   | 0   | —  | —  | —  | —  | —  |
| 1989–1990     | HK CSKA Moskva        | Sovjet        | 48  | 8   | 5   | 13  | 20  | —  | —  | —  | —  | —  |
| 1990–1991     | HK CSKA Moskva        | Sovjet        | 45  | 13  | 8   | 21  | 26  | —  | —  | —  | —  | —  |
| 1991–1992     | HK CSKA Moskva        | Sovjet        | 36  | 16  | 11  | 27  | 28  | 8  | 3  | 2  | 5  | 4  |
|               | HK CSKA Moskva-2      |               | 1   | 1   | 1   | 2   | 0   | —  | —  | —  | —  | —  |
| 1992–1993     | HK CSKA Moskva        | IHL           | 3   | 3   | 1   | 4   | 4   | —  | —  | —  | —  | —  |
|               | Quebec Nordiques      | NHL           | 81  | 27  | 41  | 68  | 57  | 4  | 1  | 0  | 1  | 2  |
| 1993–1994     | Quebec Nordiques      | NHL           | 58  | 16  | 17  | 33  | 46  | —  | —  | —  | —  | —  |
| 1994–1995     | HK Lada Toljatti      | IHL           | 11  | 9   | 2   | 11  | 14  | —  | —  | —  | —  | —  |
|               | Quebec Nordiques      | NHL           | 45  | 14  | 10  | 24  | 31  | 6  | 0  | 1  | 1  | 2  |
| 1995–1996     | Colorado Avalanche    | NHL           | 26  | 11  | 11  | 22  | 16  | —  | —  | —  | —  | —  |
|               | Montreal Canadiens    | NHL           | 51  | 17  | 17  | 34  | 33  | 6  | 0  | 0  | 0  | 6  |
| 1996–1997     | Edmonton Oilers       | NHL           | 74  | 32  | 27  | 59  | 81  | 12 | 4  | 3  | 7  | 6  |
| 1997–1998     | Edmonton Oilers       | NHL           | 59  | 6   | 17  | 23  | 28  | 1  | 0  | 0  | 0  | 2  |
| 1998–1999     | Edmonton Oilers       | NHL           | 43  | 13  | 14  | 27  | 30  | —  | —  | —  | —  | —  |
|               | Philadelphia Flyers   | NHL           | 13  | 0   | 1   | 1   | 2   | —  | —  | —  | —  | —  |
|               | Carolina Hurricanes   | NHL           | 18  | 6   | 6   | 12  | 0   | 4  | 0  | 2  | 2  | 2  |
| 1999–2000     | Carolina Hurricanes   | NHL           | 76  | 15  | 24  | 39  | 38  | —  | —  | —  | —  | —  |
| 2000–2001     | Boston Bruins         | NHL           | 76  | 16  | 21  | 37  | 27  | —  | —  | —  | —  | —  |
| 2001–2002     | Lokomotiv Jaroslavl   | RSL           | 51  | 27  | 19  | 46  | 62  | 9  | 4  | 3  | 7  | 28 |
| 2002–2003     | Lokomotiv Jaroslavl   | RSL           | 51  | 14  | 16  | 30  | 62  | 10 | 5  | 4  | 9  | 12 |
| 2003–2004     | Lokomotiv Jaroslavl   | RSL           | 59  | 23  | 11  | 34  | 56  | 3  | 0  | 0  | 0  | 0  |
| 2004–2005     | Lokomotiv Jaroslavl   | RSL           | 4   | 0   | 1   | 1   | 2   | —  | —  | —  | —  | —  |
|               | Lokomotiv Jaroslavl-2 |               | 7   | 3   | 3   | 6   | 6   | —  | —  | —  | —  | —  |
|               | Avangard Omsk         | RSL           | 33  | 8   | 9   | 17  | 65  | 11 | 0  | 4  | 4  | 10 |
| 2005–2006     | Avangard Omsk         | RSL           | 12  | 1   | 3   | 4   | 8   | —  | —  | —  | —  | —  |
|               | Severstal Tjerepovets | RSL           | 26  | 10  | 7   | 17  | 20  | 4  | 0  | 2  | 2  | 4  |
| 2006–2007     | Severstal Tjerepovets | RSL           | 50  | 21  | 8   | 29  | 30  | 5  | 1  | 0  | 1  | 0  |
| 2007–2008     | Severstal Tjerepovets | RSL           | 49  | 9   | 8   | 17  | 36  | 7  | 0  | 1  | 1  | 2  |
| NHL totalt    | NHL totalt            | NHL totalt    | 620 | 173 | 206 | 379 | 389 | 33 | 5  | 6  | 11 | 20 |
| Sovjet totalt | Sovjet totalt         | Sovjet totalt | 143 | 41  | 24  | 65  | 74  | 8  | 3  | 2  | 5  | 4  |
| IHL totalt    | IHL totalt            | IHL totalt    | 14  | 12  | 3   | 15  | 18  | —  | —  | —  | —  | —  |
| RSL totalt    | RSL totalt            | RSL totalt    | 335 | 113 | 82  | 195 | 431 | 49 | 10 | 14 | 24 | 56 |

### Internationellt
| Källa:        | Källa:        | Källa:        |         | Utv = Utvisningsminuter | Utv = Utvisningsminuter | Utv = Utvisningsminuter | Utv = Utvisningsminuter | Utv = Utvisningsminuter |
| År            | Lag           | Mästerskap    | Matcher | Mål                     | Assists                 | Poäng                   | Utv                     |                         |
| ------------- | ------------- | ------------- | ------- | ----------------------- | ----------------------- | ----------------------- | ----------------------- | ----------------------- |
| 1990          | Sovjet        | JVM           | 7       | 5                       | 6                       | 11                      | 8                       |                         |
| 1991          | Sovjet        | CC            | 5       | 1                       | 2                       | 3                       | 10                      |                         |
| 1992          | OSS           | OS            | 8       | 1                       | 1                       | 2                       | 2                       |                         |
| 1992          | Ryssland      | VM            | 6       | 3                       | 1                       | 4                       | 2                       |                         |
| 1994          | Ryssland      | VM            | 6       | 3                       | 5                       | 8                       | 2                       |                         |
| 1996          | Ryssland      | WC            | 5       | 2                       | 0                       | 2                       | 4                       |                         |
| 1998          | Ryssland      | OS            | 6       | 4                       | 1                       | 5                       | 14                      |                         |
| 2000          | Ryssland      | VM            | 6       | 0                       | 0                       | 0                       | 0                       |                         |
| 2002          | Ryssland      | VM            | 8       | 0                       | 4                       | 4                       | 4                       |                         |
| 2004          | Ryssland      | WC            | 2       | 0                       | 0                       | 0                       | 6                       |                         |
| Junior totalt | Junior totalt | Junior totalt | 7       | 5                       | 6                       | 11                      | 8                       |                         |
| Senior totalt | Senior totalt | Senior totalt | 52      | 14                      | 14                      | 28                      | 44                      |                         |